# Географски дуализам
Географски дуализам (лат. duo - два) је правац у географији према коме се физичка и друштвена географија развијају засебно. Разлог томе је њихова различитост у погледу законитости, како природних тако и људских. Ова концепција супротставља се идеји географије као јединственој науци и географској средини као простору обликованом природним и друштвеним утицајем.